# Saint-Paul-du-Vernay
Saint-Paul-du-Vernay – miejscowość i gmina we Francji, w regionie Normandia, w departamencie Calvados.
Według danych na rok 1990 gminę zamieszkiwały 612 osoby, a gęstość zaludnienia wynosiła 40 osób/km² (wśród 1815 gmin Dolnej Normandii Saint-Paul-du-Vernay plasuje się na 370. miejscu pod względem liczby ludności, natomiast pod względem powierzchni na miejscu 225.).